# Ateles fusciceps
Khỉ nhện đầu đen (Atele fusciceps) là một họ khỉ Tân Thế giới, sinh sống ở Trung và Nam Mỹ. Nó được tìm thấy ở Colombia, Ecuador và Panama. Mặc dù các nhà linh trưởng học như Colin Groves (1989), Kellogg và Goldman (1944) trong việc đánh giá A. fusciceps là một loài riêng biệt, và một số các nhà khoa học khác, bao gồm Froelich (1991), Collins và Dubach (2001) và Nokers (2005) coi nó như một phân loài của khỉ nhện Geoffroy.
Có hai phân loài là:
- Ateles fusciceps fusciceps - tây bắc Ecuador.[2]
- Ateles fusciceps rufiventris - tây nam Colombia đến miền đông Panama.[2]

A. f. fusciceps sống trong các khu rừng ẩm nhiệt đới và cận nhiệt đới từ 100 và 1.700 mét (330 và 5.580 ft) so với mực nước biển. Mật độ dân số là 1,2 con khỉ trên mỗi km vuông. A. f. Rufiventris sống trong rừng khô, rừng ẩm và rừng mây và có thể sống ở độ cao 2.000 đến 2.500 mét (6.600 đến 8.200 ft) so với mực nước biển.
A. f. fusciceps có thân màu đen hoặc nâu với chiếc đầu màu nâu. A. f. rufiventris hoàn toàn màu đen với một ít màu trắng trên cằm. Khỉ nhện đầu đen là một trong những họ khỉ Tân Thế giới cỡ lớn. Chiều dài đầu và thân, không tính đuôi, thường nằm trong khoảng từ 39,3 và 53,8 cm (15,5 và 21,2 in). Chiếc đuôi có khả năng cầm nắm có chiều dài khoảng từ 71,0 và 85,5 cm (28,0 và 33,7 in). Trung bình, con đực nặng 8,89 kilôgam (19,6 lb) và con cái nặng 8,8 kilôgam (19 lb). Não nặng 114,7 g (4,05 oz).
Khỉ nhện đầu đen là sinh vật ban ngày, có thói quen di chuyển trên cây. Nó di chuyển bằng cách leo trèo. Khi giao phối, con cái có thể phối ngẫu với con đực tối đa ba ngày. Thời gian mang thai là từ 226 đến 232 ngày. Khỉ sơ sinh cưỡi trên lưng mẹ trong 16 tuần và được cai sữa từ lúc 20 tháng. Con cái trưởng thành trong tình dục ở tuổi 51 tháng; con đực lúc 56 tháng. Con cái sinh ba năm một lần.
Khỉ nhện đầu đen được coi là nguy cấp bởi Liên minh Bảo tồn Thiên nhiên Quốc tế (IUCN) do mất dần cá thể ước tính hơn 50% trong 45 năm (2018-2063), do sự săn bắn và xâm lấn của con người vào phạm vi cư trú của chúng.
Khỉ nhện đầu đen có thể sống trong môi trường nuôi nhốt hơn 24 năm.

## Thư viện

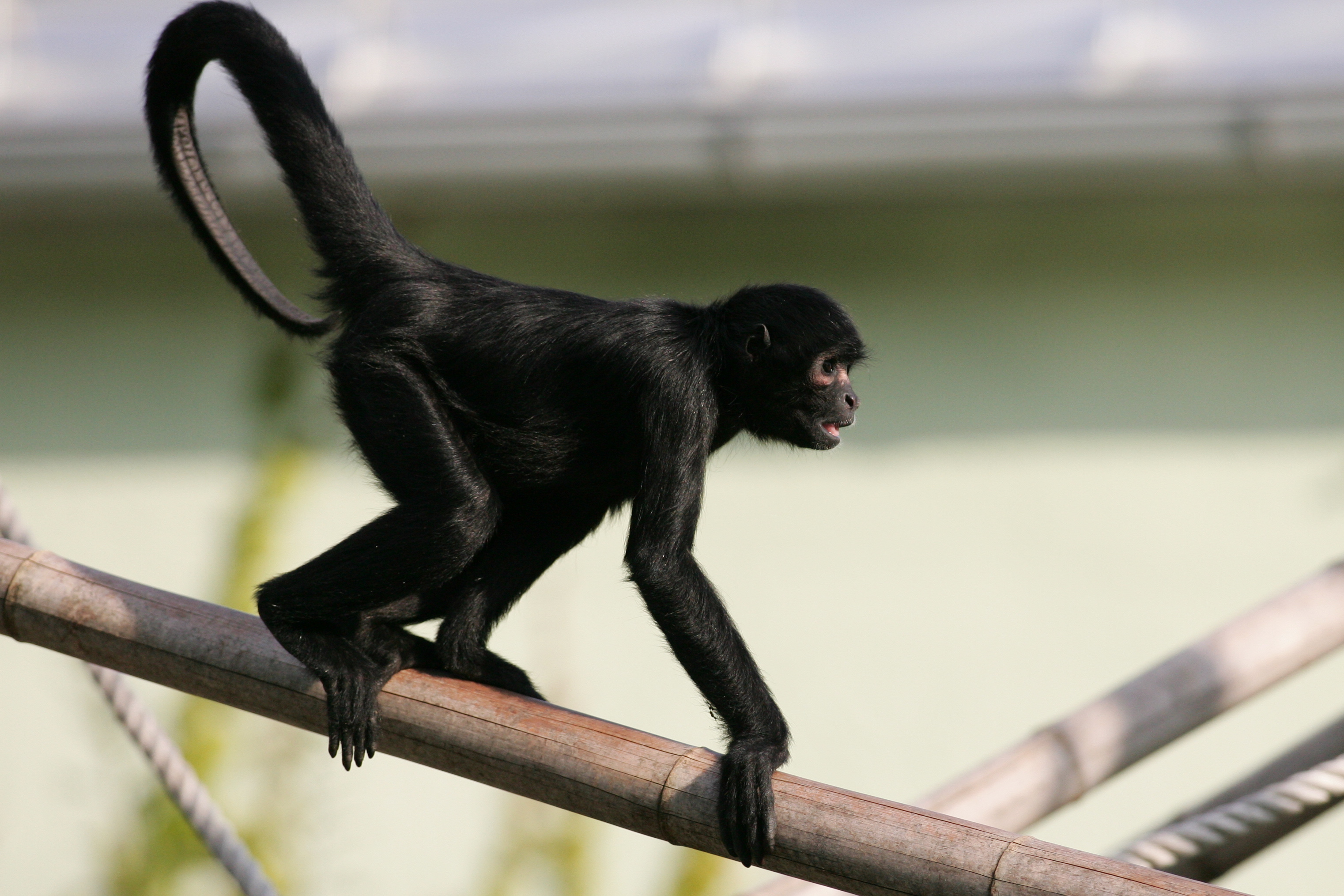
Ateles fusciceps rufiventris đang di chuyển
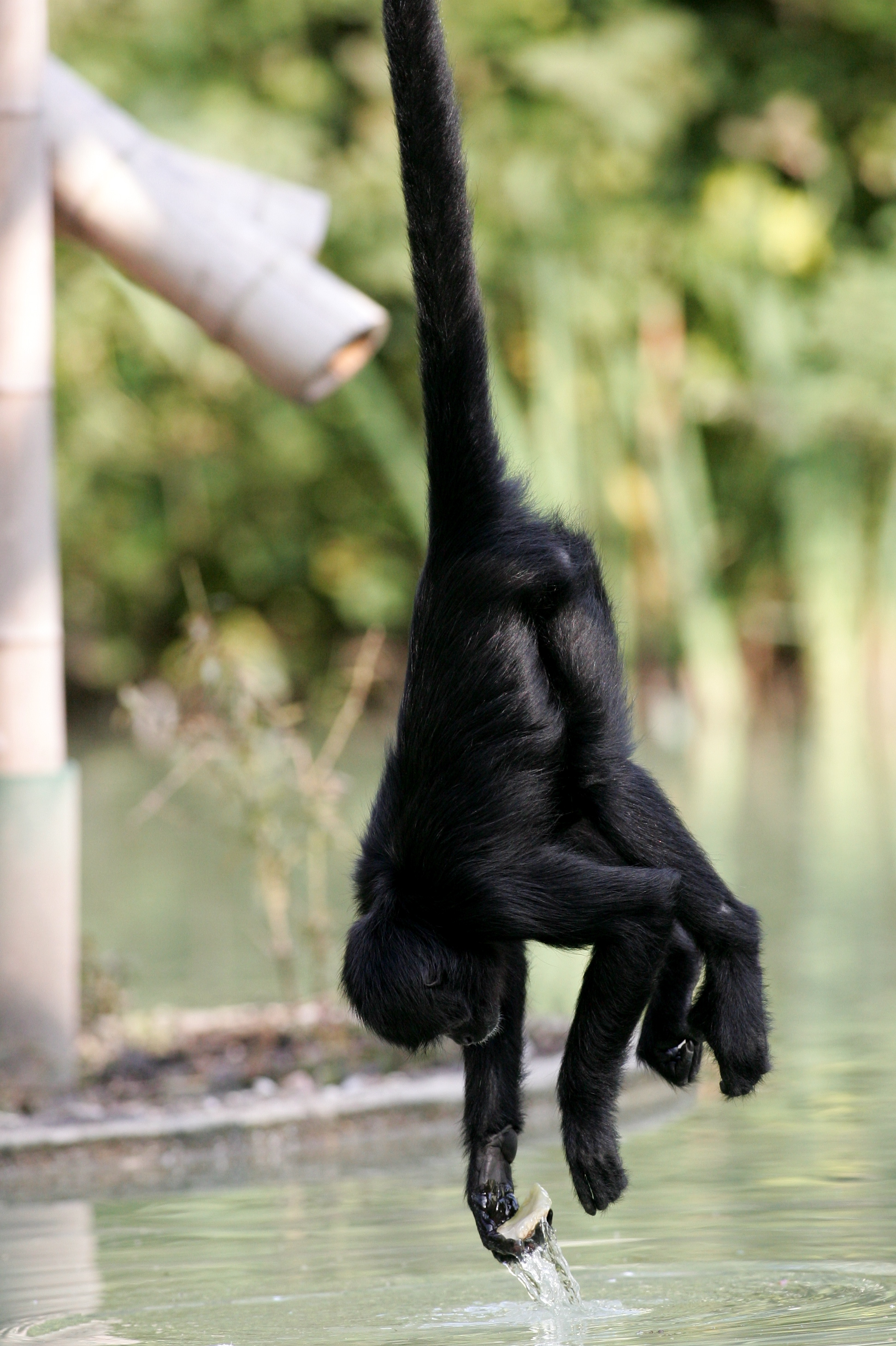
A. f. rufiventris lấy được thứ gì đó ra khỏi nước
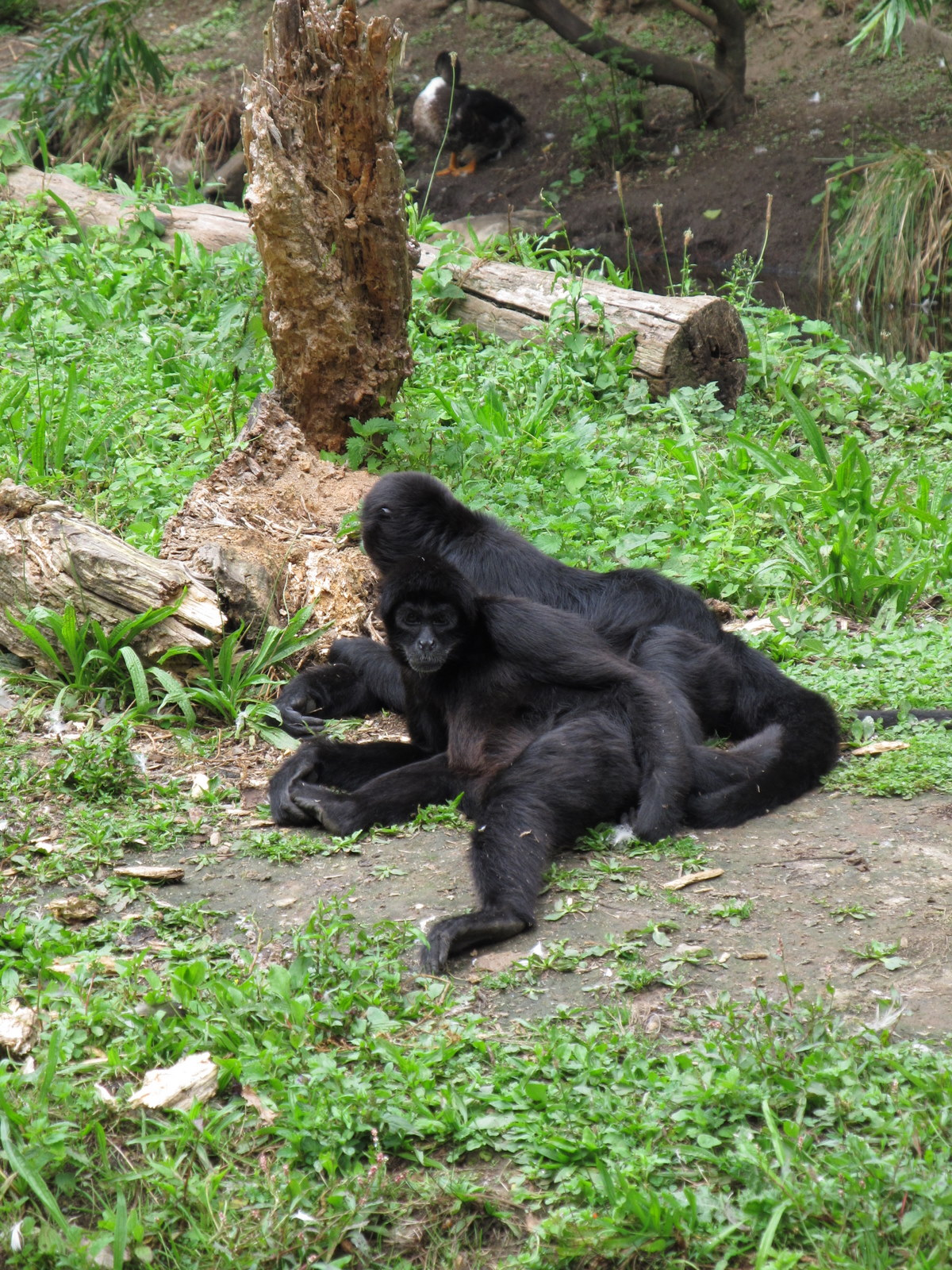
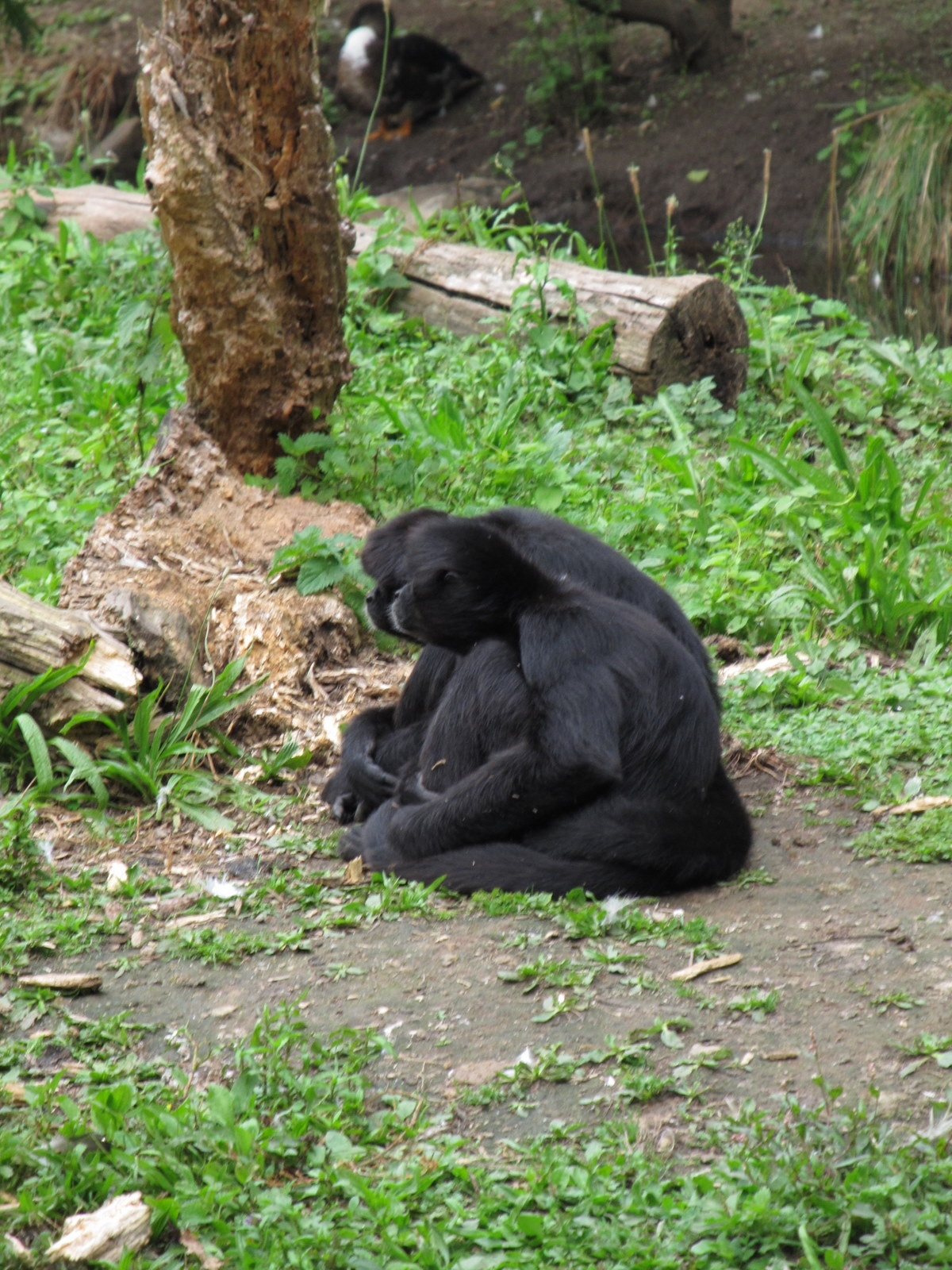
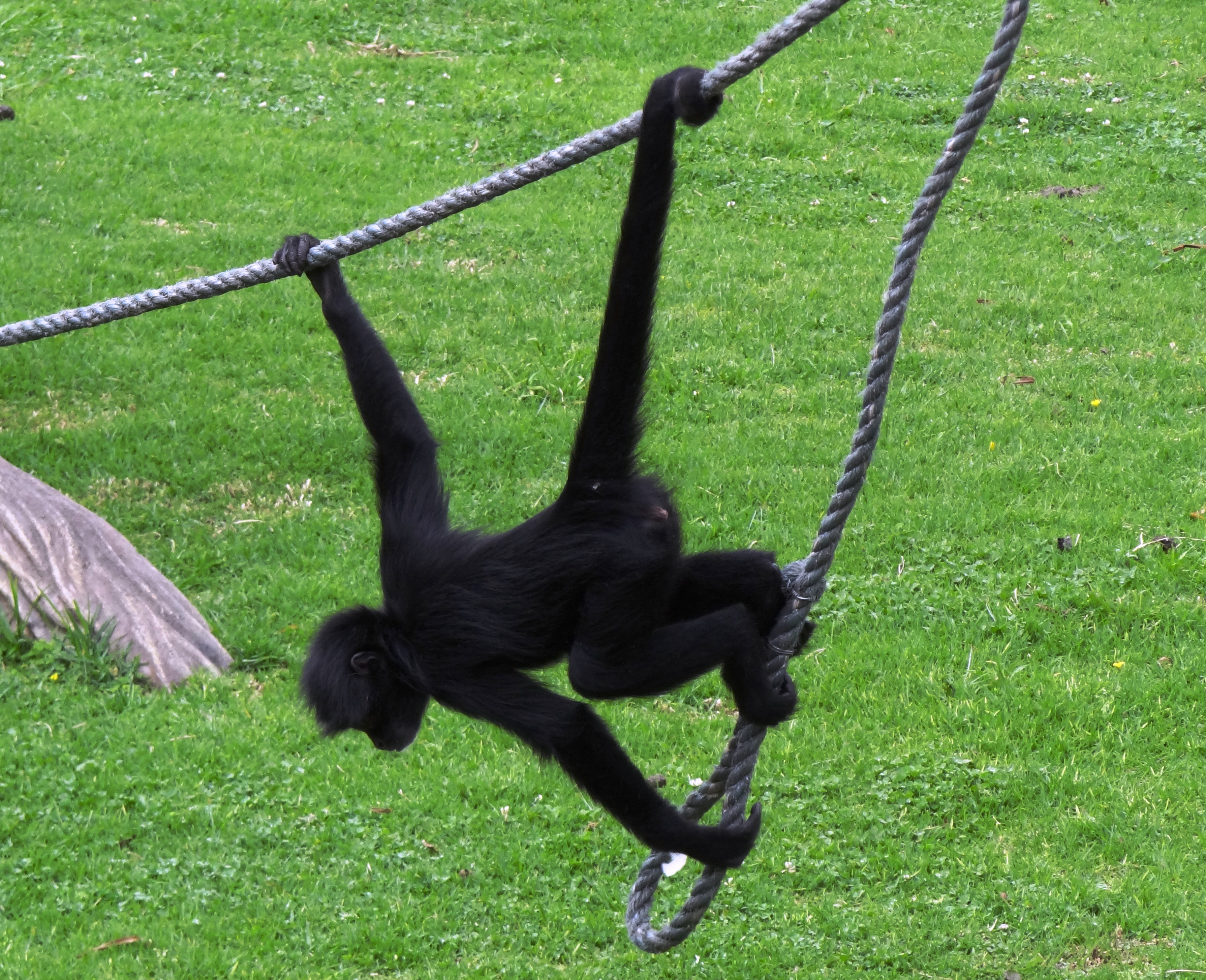